# Ambasciata d'Italia a Niamey
L'ambasciata d'Italia a Niamey è la missione diplomatica della Repubblica Italiana presso il Niger.
La sede è ubicata a Niamey, la capitale, in Route de Tillabery.
Dall'istituzione, avvenuta nel 2017, non è stata attivata la sezione consolare dell'ambasciata. Nel frattempo, poiché il Niger rientra nella circoscrizione consolare nella competenza dell'ambasciata d'Italia ad Abidjan, le funzioni consolari vengono espletate da quest'ultima.
Dal 1 ottobre 2020 l'ambasciata d'Italia in Niger ospita anche l'Ufficio dell'addetto alla Difesa. L'ufficio ICE competente per il Niger è quello di Accra.